# Zweitwohnungssteuer
Die Zweitwohnungssteuer (auch: Zweitwohnungsteuer, Zweitwohnungsabgabe, inoffizielle Bezeichnungen: Zweitwohnsitzsteuer, Nebenwohnsitzsteuer oder Nebenwohnungsteuer) ist in Deutschland eine kommunale Aufwandsteuer. Das Steueraufkommen betrug im Jahr 2013 bundesweit rund 110 Mio. Euro.
In Österreich wird in den meisten Bundesländern eine Zweitwohnsitzabgabe eingehoben. Eine Leerstandsabgabe gibt es in den österreichischen Bundesländern Salzburg, Steiermark, Tirol, Vorarlberg.

## Allgemeines zur Steuer
Die Zweitwohnungssteuer ist als örtliche Aufwandsteuer eine reine Kommunalsteuer. Sie wird von der Gemeinde erhoben. Besteuert wird das Innehaben einer Wohnung (Zweitwohnung) neben einer Hauptwohnung. Häufig wird die Zweitwohnung mit der Nebenwohnung nach dem Melderecht gleichgesetzt.

Steueraufkommen der Zweitwohnungssteuer in Mio. Euro (bundesweit) für die Jahre 1996 bis 2007

Kompetenzrechtliche Grundlage ist Art. 105 Abs. 2a Grundgesetz, wonach die Länder „örtliche Verbrauch- und Aufwandsteuern“ erheben können. Diese Gesetzgebungskompetenz haben fast alle Länder den Gemeinden übertragen (etwa in Baden-Württemberg nach § 9 Abs. 4 Kommunalabgabengesetz), die ggf. eine Zweitwohnungssteuersatzung erlassen (in den Stadtstaaten Berlin, Bremen und Hamburg bestehen Landesgesetze).
Der steuerliche Tatbestand ist das Innehaben einer weiteren Wohnung neben der Hauptwohnung. Ob die Wohnung gemietet ist oder vom Eigentümer selbst bewohnt wird, spielt dabei keine Rolle. Auch gilt es als unerheblich, wenn sich die Hauptwohnung am selben Ort befindet.

## Details der Steuer

### Definition der Wohnung
Einige Gemeinden, wie z. B. Dresden, verstehen unter einer Wohnung eine abgeschlossene Wohneinheit mit Zimmer, Küche/Kochnische und Bad/WC im Sinne der jeweiligen Landesbauordnung, andere (z. B. Dippoldiswalde) betrachten jeglichen Wohnraum als Wohnung. Auch das Vorhandensein von Fenstern sowie der Energie- und Wasserversorgung kann ein Entscheidungskriterium sein. In einigen Städten, wie z. B. Erftstadt oder München, unterliegen auch alle Mobilheime, Wohnmobile, Wohn- und Campingwagen, die zu Zwecken des persönlichen Lebensbedarfes auf einem eigenen oder fremden Grundstück für einen nicht nur vorübergehenden Zeitraum abgestellt werden, der Zweitwohnsitzsteuer. Für einen Camper fällt eine Zweitwohnungssteuer nur dann an, wenn dies ausdrücklich in der Zweitwohnungssatzung vorgesehen ist und dort Ausstattungs-Mindestmerkmale festgelegt sind, die ein Mobilwohnheim zur Wohnung aufwerten.

### Bemessungsgrundlage
In der Regel ist die Jahreskaltmiete die Bemessungsgrundlage für die Zweitwohnungssteuer. In einzelnen Gemeinden wird auch die Jahresrohmiete (Kaltmiete mit bestimmten kalten Betriebskosten) bzw. Wohnfläche herangezogen.
Häufig wird auf § 79 Bewertungsgesetz in der Fassung vom 26. September 1974 (BGBl. I S. 2370) mit der Maßgabe Bezug genommen, dass die Jahresrohmieten, die gemäß Artikel 2 des Gesetzes zur Änderung des Bewertungsgesetzes vom 13. August 1965 (BGBl. I S. 851) vom Finanzamt auf den Hauptfeststellungszeitpunkt 1. Januar 1964 festgestellt wurden, jeweils für das Erhebungsjahr auf den September des Vorjahres hochgerechnet werden. Die Hochrechnung gibt die statistische Steigerung der Wohnungsmieten in der Zeit vom 1. Januar 1964 bis zum 30. September des dem jeweiligen Erhebungszeitraum vorausgehenden Jahres wieder. Diese Bezugnahme auf die Einheitswerte auf den 1. Januar 1964 hält der Bundesfinanzhof im Hinblick auf die Grundsteuer für verfassungswidrig und hat diese Frage dem Bundesverfassungsgericht vorgelegt.
Fällt keine Miete an, etwa bei kostenloser Überlassung von Wohnraum, wird die ortsübliche Vergleichsmiete als Berechnungsmaßstab benutzt. In Neuruppin und Oranienburg wird ein fester Satz pro Quadratmeter Wohnraum, gestaffelt nach Ortslage und ganzjähriger Benutzbarkeit, erhoben.

### Steuersatz
Der Steuersatz liegt aktuell zwischen 8 % in Hamburg, Kassel und Lüneburg, und 35 % in Konstanz. In der Regel beträgt er zwischen 10 % und 15 %. Einige Gemeinden und Städte erheben eine nach bestimmten Kriterien gestaffelte Steuer.
Den degressiven Steuertarif nach Mietaufwandsstufen (u. a. Stadt Konstanz und Leipzig) hat das Bundesverfassungsgericht bereits 2014 für verfassungswidrig erklärt, da dieser das Grundrecht auf Gleichbehandlung des Art. 3 Abs. 1 GG verletzt.

### Befreiung
Mit einer Satzung, die an das Melderecht anknüpft, ist nicht besteuerbar, wer von nicht dauernd getrennt lebenden Verheirateten, deren eheliche Wohnungen sich in einer anderen Gemeinde befinden, aus beruflichen Gründen eine Nebenwohnung unterhält.
Die Satzung legt fest, wann von der Zweitwohnungssteuer befreit wird. Häufig vorkommende Befreiungsgründe sind
- Wohnungen, die von öffentlichen oder gemeinnützigen Trägern zu therapeutischen Zwecken oder für Erziehungszwecke zur Verfügung gestellt werden;
- Wohnungen in Alten-, Altenwohn- und Pflegeheimen, in Einrichtungen zur vorübergehenden Aufnahme pflegebedürftiger Personen, Gemeinschaftsunterkünften und in ähnlichen Einrichtungen;
- Straftäter, die in Justizvollzugsanstalten einsitzen;
- Nebenwohnungen, die Minderjährige oder noch in Ausbildung befindliche Personen bei den Eltern oder bei einem/beiden Elternteil/en innehaben, soweit sie von den Eltern finanziell abhängig sind;
- Wohnungen, deren Inhaber noch nicht 16 Jahre alt ist (Meldepflicht liegt bei den Eltern);
- Nebenwohnungsinhaber, die Soldaten oder Polizeivollzugsbeamte sind und eine Gemeinschaftsunterkunft beziehen;
- Nebenwohnungsinhaber, die in Deutschland gemeldet sind und in einer Beherbergungsstätte einen vorübergehenden Aufenthalt für nicht länger als zwei Monate begründen.

Geringes Einkommen kann ein Befreiungsgrund sein. So sind in Pirna Studenten ohne Einkommen befreit. In Bayern werden Personen, deren Summe der positiven Einkünfte 29.000 Euro nicht überschreitet, auf Antrag von der Zweitwohnungssteuer befreit.
Es besteht keine Pflicht, BAföG-Studenten generell von der Erhebung der Zweitwohnungssteuer auszunehmen, im Einzelfall kann die Steuer aber erlassen oder gestundet werden. Das Bundesverfassungsgericht hat die Zweitwohnungssteuer für volljährige Studenten gebilligt, es aber offengelassen, ob dies auch für Studenten unter 18 Jahren gilt, die nach § 22 Abs. 2 Bundesmeldegesetz ihren Hauptwohnsitz nur bei den Eltern/Personensorgeberechtigten und nicht am Studienort haben dürfen.

## Historische Entwicklung
Die erste Zweitwohnungssteuer wurde von der Gemeinde Überlingen (Bodensee) zum 1. Januar 1973 eingeführt. In den darauf folgenden Jahren wurde das Überlinger Modell über alle Instanzen hinweg auf seine Zulässigkeit gerichtlich geprüft. Im Jahre 1983 stufte das Bundesverfassungsgericht die Zweitwohnungssteuer als eine „rechtlich zulässige örtliche Aufwandsteuer“ ein.
In den Stadtstaaten sowie in Universitätsstädten wurde sie häufiger als anderswo eingeführt. Jedoch gibt es noch immer Universitätsstädte, die keine Zweitwohnungssteuer eingeführt haben bzw. diese wieder abgeschafft haben, etwa Göttingen und Greifswald.
In Bayern war die Zweitwohnungssteuer bis zum 1. August 2004 nicht zulässig; das Kommunalabgabengesetz (KAG) enthielt ein entsprechendes Verbot. Seit der Aufhebung des Verbots führten zahlreiche Städte und Gemeinden sie ein.

## Gründe für die Einführung
Beim kommunalen Finanzausgleich werden nur Personen mit Hauptwohnung berücksichtigt. Für eine Person mit Nebenwohnung erhält die jeweilige Gemeinde kein Geld, sie hat allerdings gewisse Mehrausgaben für Einrichtungen, die durch den Zweitwohnungsinhaber typischerweise nur sporadisch genutzt und damit nicht ausgelastet werden (bei Urlaubsregionen z. B. Schwimmbäder).
Von der Zweitwohnungssteuer erhoffen sich Städte und Gemeinden
- unmittelbar höhere Einnahmen
- höhere Schlüsselzuweisungen durch Ummeldungen

Insbesondere Großstädte (z. B. Magdeburg, Dresden) erhoffen sich etwa 75 % der Mehreinnahmen durch erhöhte Schlüsselzuweisungen. Insofern spielt die Effizienz der Zweitwohnungssteuer (Verwaltungsaufwand versus Steuereinnahmen) eine nachgeordnete Rolle.

## Kommunen mit Zweitwohnungssteuer
Es gibt bereits eine Anzahl von Städten, die diese Steuer eingeführt haben oder noch einführen wollen. Allein in Baden-Württemberg und Bayern erheben jeweils über 100 Kommunen eine Zweitwohnungssteuer.
Die Stadt Baden-Baden erhebt hohe Zweitwohnungssteuern, die in der Höhe nicht gedeckelt sind. So wird für einen Anteil des jährlichen Mietaufwands bis 2.500 Euro ein Steuersatz von 20 % angesetzt. Für den Anteil zwischen 2.500 Euro und 5.000 Euro gilt ein Satz von 27,5 %, der Anteil über 5.000 Euro wird mit 35 % besteuert.
Beispiel: Für einen jährlichen Mietaufwand von 12.000 Euro werden somit (2.500 Euro × 20 %) + (2.500 Euro × 27,5 %) + (7.000 Euro × 35 %) = 3.637,50 Euro fällig.
Weitere Beispiele:
- Berlin 20 %
- Bremen 12 %
- Dresden 10 %
- Frankfurt/Main 10 %
- Hamburg 8 %
- Hannover 10 %
- Leipzig 16 %
- Mainz 10 %
- München 18 %
- Nürnberg 10 %
- Stuttgart 10 %

## Rechtslage
Personen, die ihre Zweitwohnung am selben Ort wie die Erstwohnung haben, dürfen nach dem Beschluss des Bundesverfassungsgerichts nicht ohne Vorliegen eines sachlichen Grundes von der Besteuerung ausgenommen werden, der diese Ungleichbehandlung rechtfertigen würde.
Das Bundesverfassungsgericht hat geprüft, ob eine Zweitwohnungssteuer für Personen zulässig ist, die aufgrund ihrer beruflichen Situation auf die Zweitwohnung (sogenannte Erwerbszweitwohnung) angewiesen sind. Dies betrifft insbesondere Berufstätige und ggf. Studenten/Auszubildende, die eine Erstwohnung innehaben.
Für Ehepaare gilt nach Entscheidung des Bundesverfassungsgerichts vom 11. Oktober 2005 eine Ausnahme von der Zweitwohnungssteuerpflicht, wenn in der Satzung Bezug auf die melderechtliche Hauptwohnung genommen wird. Ehepartner, die wegen ihrer Arbeitsstelle eine Wohnung in einer anderen Stadt haben, müssen in solchen Fällen für ihre zweite Wohnung keine Steuern zahlen. Die Richter in Karlsruhe erklärten deswegen die Regelungen der Städte Hannover und Dortmund für nichtig. Zur Begründung führten sie an, eine derart gestaltete Steuer diskriminiere die Ehe und stelle eine besondere Belastung für die Entscheidung der Ehepartner zu einer gemeinsamen ehelichen Wohnung dar.
2014 urteilte das Bundesverfassungsgericht, die Zweitwohnungssteuer dürfe nicht degressiv (also mit steigender Miethöhe prozentual niedriger) erhoben werden.

## Einkommenssteuerliche Behandlung der Zweitwohnungssteuer
Im Rahmen der doppelten Haushaltsführung kann neben den eigentlichen Unterkunftskosten wie der Miete auch die Zweitwohnungssteuer als Werbungskosten steuerlich abgesetzt werden. Allerdings sind die Kosten für eine doppelte Haushaltsführung, die für die Nutzung der Unterkunft angesetzt werden können, auf höchstens 1.000 EUR im Monat begrenzt.

## Auswirkungen
Eine Studie von Mariona Segú zeigte, dass die 1999 in Frankreich eingeführte Leerstandsabgabe die Leerstandsquote in den betroffenen Gemeinden im Vergleich zu einer Kontrollgruppe um 13 % reduzierte, wobei insbesondere langfristiger Leerstand zurückging. Der Großteil der zuvor leerstehenden Wohnungen wurde anschließend als Hauptwohnsitz genutzt.

## Sonstiges
Im Mai 2014 wurde bekannt, dass einige Bundespolitiker ihre Bleibe in Berlin nicht als Wohnsitz angemeldet hatten.
Problematisch gestaltete sich anfangs der Einzug der Zweitwohnungssteuer für die in Tutzing gelegene Villa Stolberg, einen der Zweitwohnsitze des Königs von Thailand, genannt Rama X.